# Los Angeles County
Los Angeles County är ett county i delstaten Kalifornien, USA. Den administrativa huvudorten (county seat) är Los Angeles. 
Countyt omfattar de centrala delarna Los Angeles storstadsområde med drygt 10,2 miljoner invånare (den 1 januari 2006). Countyt består av 88 städer, till vilka de mest kända hör Los Angeles, Beverly Hills, Santa Monica, Inglewood,  West Hollywood och Long Beach. Los Angeles County utgör numera endast en del av det storstadsområde som kallas Los Angeles. Angränsade countyn är Orange County, San Bernardino County, Riverside County, Kern County och Ventura County.

## Geografi
Enligt United States Census Bureau så har countyt en total area på 12 308 km². 10 518 km² av den arean är land och 1 791 km² är vatten. 

### Angränsande countyn
- Ventura County, Kalifornien - väst
- Kern County, Kalifornien - nord
- San Bernardino County, Kalifornien - öst
- Orange County, Kalifornien - sydost

### De största städerna i Los Angeles County

Los Angeles county: Staden Los Angeles är markerad i rött, övriga städer i countyt är markerade i grått och de vita ytorna är kommunfria områden.

1. Los Angeles 4 018 080
2. Long Beach 492 912
3. Glendale 207 157
4. Santa Clarita 177 158
5. Pomona 162 140
6. Torrance 148 558
7. Pasadena 147 262
8. Palmdale 145 468
9. Lancaster 143 818
10. El Monte 126 282
11. Inglewood 119 212
12. Downey 113 587
13. West Covina 112 953
14. Norwalk 110 040
15. Burbank 107 921

### Den minsta staden i Los Angeles County
- Vernon 91

## Förvaltning
Förvaltningen på county-nivå i Los Angeles County leds kollektivt av Los Angeles County Board of Supervisors.

## Befolkning
Av Los Angeles Countys befolkning beräknades 14,4% leva under fattigdomsgränsen (år 2007) jämfört med 13,1 % för hela USA och 13,3% för Kalifornien 